# Porto de Galinhas

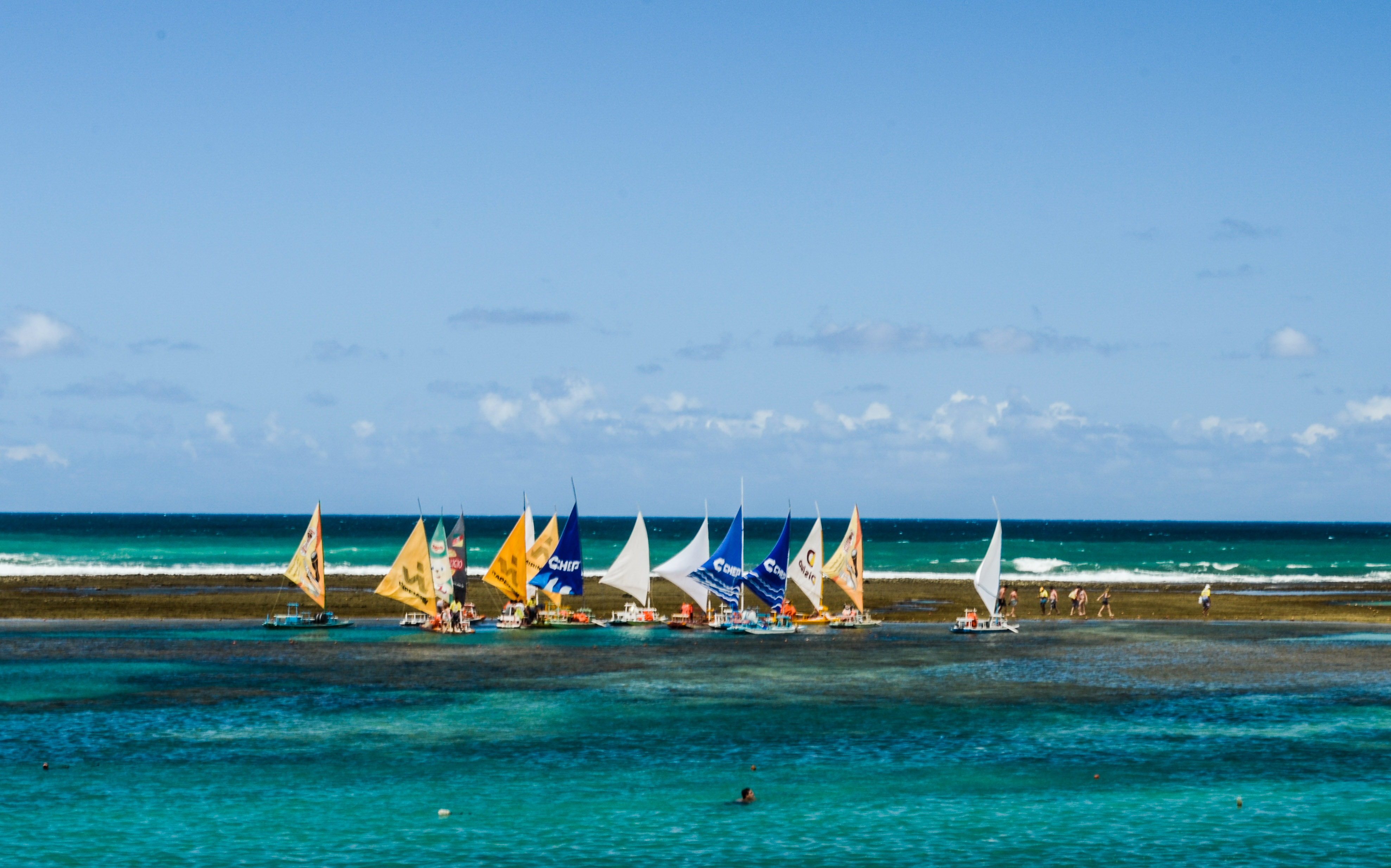
Porto de Galinhas.

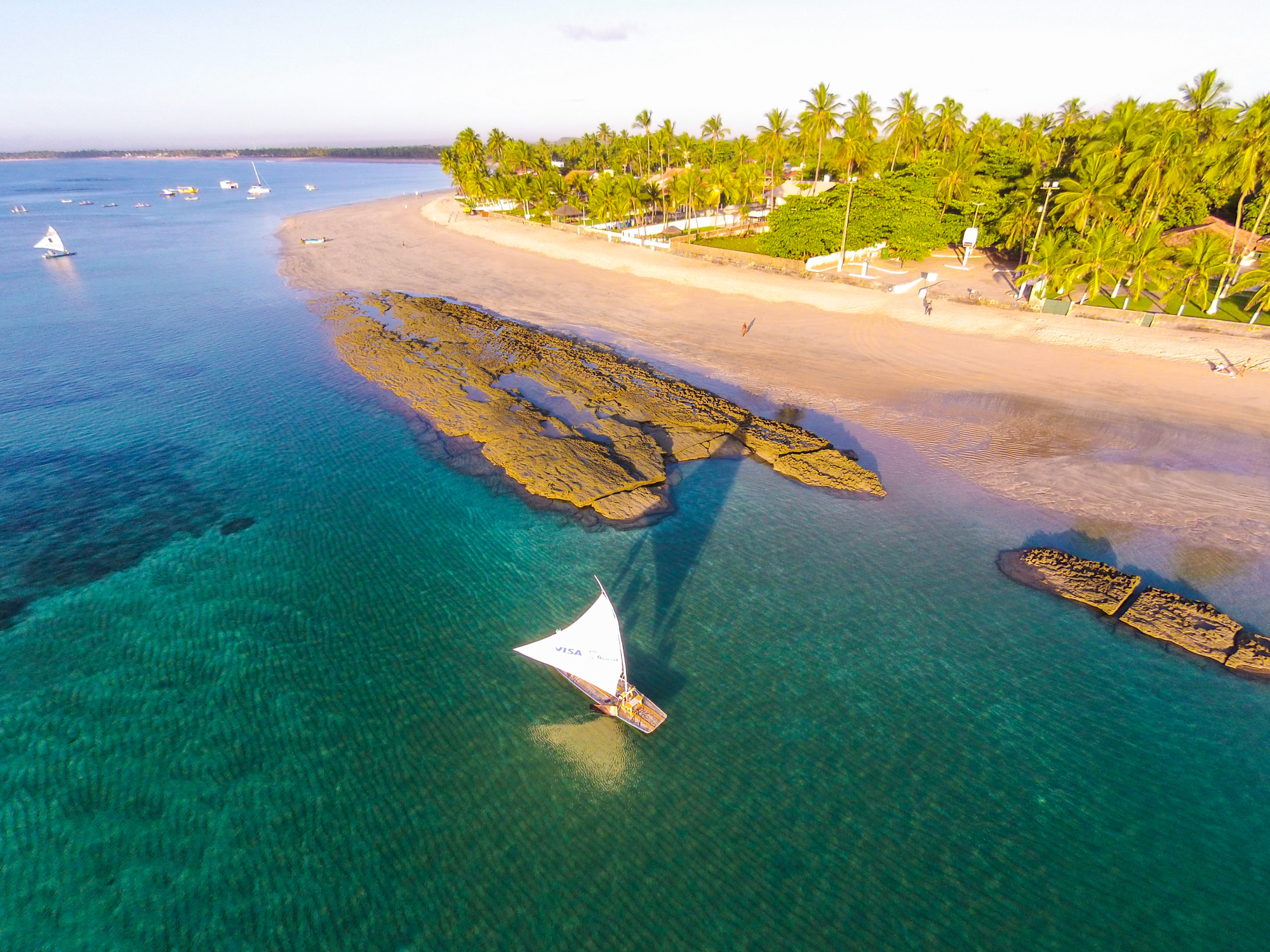
Porto de Galinhas.

Puerto de Gallinas (en portugués: Porto de Galinhas) es un pueblo y playa de la municipalidad de Ipojuca en el estado de Pernambuco, Brasil.

## Origen del nombre
Según la historia el pueblo se llamaba Porto Rico (puerto rico), hasta que el 1850 se convirtió en un paraje donde se desembarcaban y comerciaban esclavos para trabajar en las plantaciones de caña de azúcar, dado que en esa época ya vigoraba la prohibición del tráfico de esclavos desde África. Para evadir la fiscalización de esa ilegal transacción, los esclavos eran transportados juntos con gallinas de Guinea y la contraseña creada por los traficantes era tem galinha nova no porto ("hay gallinas nuevas en el puerto"), de allí el origen del nombre actual. La municipalidad de Ipojuca, donde se ubica Porto de Galinhas, fue creada el 12 de noviembre de 1895.

## Turismo
En conjunto con las playas de Pontal de Maracaipe y las de Muro Alto forman una línea de playas de aproximadamente 10 km de longitud siendo reconocidos por las piletas naturales que se forman en el mar y sus arrecifes de coral con gran variedad de peces lo convierten en un destino turístico reconocido.

## Marea
Fuera de las piletas naturales existe un oleaje fuerte y constante. La diferencia de mareas llega todos los días a más de dos metros de altura vertical.